# Danny Invincibile
Daniele Invincibile (Brisbane, 31 marzo 1979) è un allenatore di calcio ed ex calciatore australiano di origini italiane, di ruolo centrocampista.